# Léon & Lévy
Léon & Lévy war ein im 19. Jahrhundert in Paris gegründetes französisches Fotografenstudio, deren Inhaber unter der Signatur L.L. insbesondere Stereoskopien und Ansichtskarten vertrieben. Das Unternehmen galt – nach dem Verlag Neurdein Frères – als zweitwichtigster Herausgeber bebilderter Postkarten in Frankreich.

## Geschichte
Die Firma Léon & Lévy wurde in der Zeit des französischen Zweiten Kaiserreichs 1864 von Isaac, genannt Georges Lévy (1833–1913), und seinem Schwiegervater Moyse Léon (* 1812) gegründet. Die beiden waren zuvor bereits als Assistenten in dem Pariser Fotografen-Studio Ferrier-Soulier tätig gewesen und hatten 1864 den Bestand von Ferrier, Fils et Soulier übernommen. Dieser Bestand wurde in einer 1864 erschienenen Neuauflage des 1859 erstmals erschienenen Kataloges (seinerzeit etwa 2000 Fotos) mit nun rund 7000 nummerierten Fotografien erfasst und enthielt bereits Ansichten aus Ägypten, Syrien oder etwa Konstantinopel. Die Firma hatte von dem Fotoverlag Varroquier die Fotoplatten der Galerie universelle des Peuples übernommen und vertrieb sie als rückseitig kolorierte Stereokarten in der Collection L&L. Über ihr eigenes Studio verkauften sie Auflagen von Fotoabzügen mit ihrer Signatur L.L., anfangs insbesondere stereoskopische Bilder auf Albuminpapier.

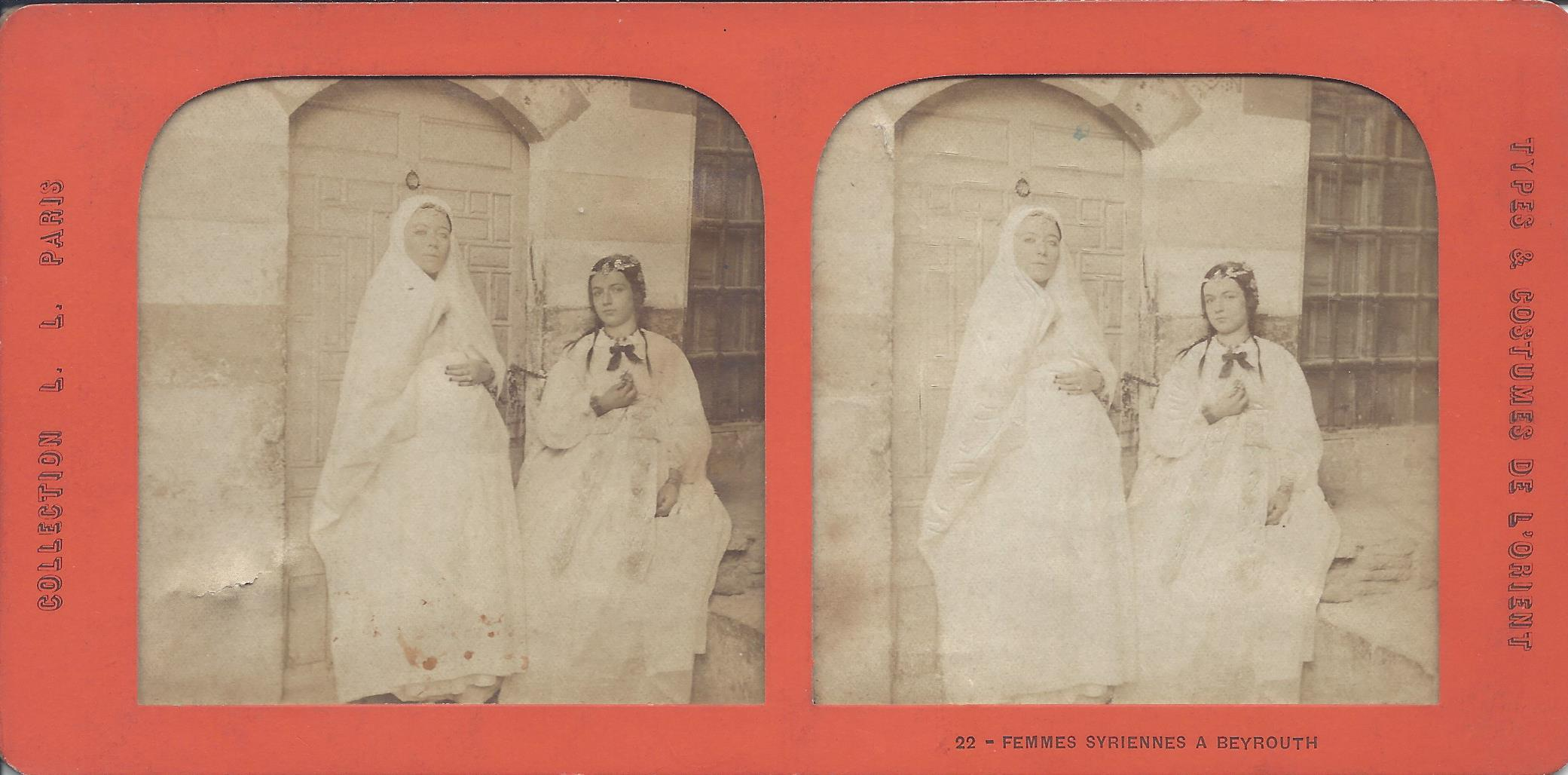
Collection L.L. Syrische Frauen in Beirut, Stereokarte 1865

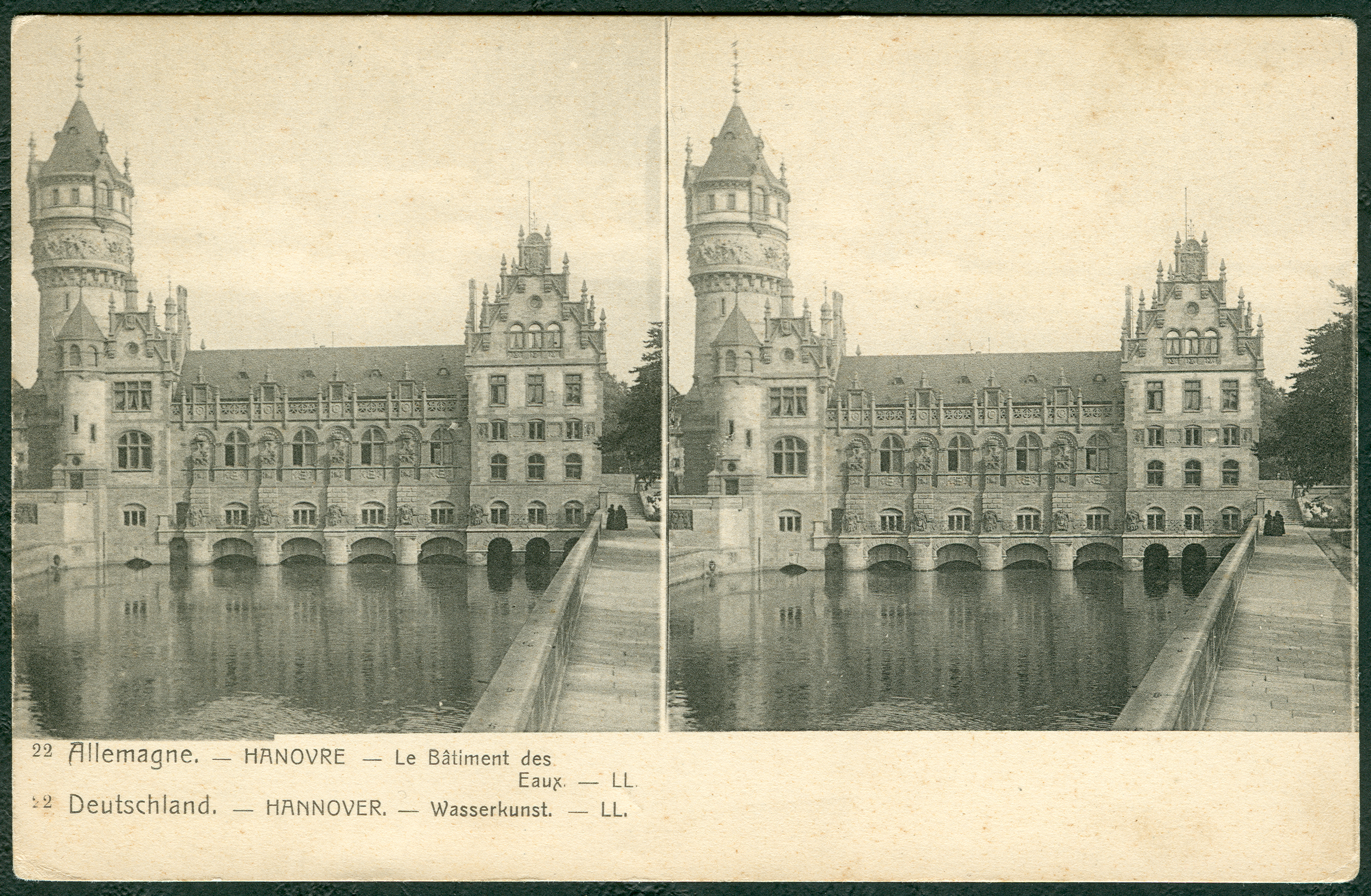
Zweisprachig untertitelte Lichtdruck-Stereoskopie als Ansichtskarte;
Motiv LL 22 aus Deutschland, Flusswasserkunst in Hannover

Für die Weltausstellung 1867 erhielt Léon & Lévy die Genehmigung, Stereoskopien von dem Ereignis anzufertigen; ihre Arbeiten wurden mit der Großen Goldmedaille des (französischen) Kaisers ausgezeichnet. 1869 finanzierte das Duo anlässlich der Einweihung des Sueskanals die „Reise auf dem Nil“ mit 300 Aufnahmen des Fotografen Auguste-Rosalie Bisson.
Ab 1874 führte Isaac Georges Levy die Firma alleine weiter und benannte das Studio in J. Lévy et Cie um, bis mit dem Eintritt seiner Söhne Abraham Lucien und Gaspard Ernest das Unternehmen 1895 in Lévy & fils („Lévy & Söhne“) umbenannt wurde. Die Signatur L.L. wurde jedoch beibehalten, allerdings erst 1901 als Markenzeichen eingetragen.
Die Signatur L.L. wird häufig verwechselt mit dem L&L des Studios Lehnert & Landrock, das 1904 in Tunis gegründet wurde. Der sogenannte „Louis-Levy-Fehler“ beruhte auf der Behauptung, LL stünde für die 1905 in London gegründete Firma Louis Levy and Sons. Darüber hinaus soll es im 19. Jahrhundert einen US-amerikanischen Fotografen namens Louis Levy gegeben haben.
Unterdessen war 1889 ein weiterer Fotokatalog erschienen, der nach Ansichten aus Spanien und Marokko nun rund 30.000 Bilder aus Europa, Asien, Afrika und Amerika zur Auswahl anbot. Im Vergleich mit den älteren Katalogen fällt die Wende auf von der zurückhaltenden Poesie des Zweiten Kaiserreichs hin zu einer frontaleren und entschieden kommerzielleren Darstellung entsprechend dem ab 1870 politisch betriebenen französischen Kolonialismus.
Zwischen 1864 und 1917 entwickelte das Unternehmen umfangreiche Aktivitäten, neben individuellen Fotografien auch Alben-Zusammenstellungen etwa von Reisen durch Spanien, Portugal, Marokko oder Amerika. Nummerierte, im Lichtdruckverfahren hergestellte stereoskopische Ansichtskarten beispielsweise mit zweisprachig untertitelten Motiven aus Deutschland gehörten ebenfalls zum Angebot des Unternehmens. Mehr als 60.000 zum Teil großformatige Reproduktionen in schwarz-weiß oder hand-kolieriert sind unter der Signatur L.L. bekannt.
Zur Zeit des Ersten Weltkrieges wurde die Firma 1917 eingestellt: „Nach 1913“, dem Todesjahr Georges Lévys, wurde die Gesellschaft Lévy et fils durch den Druckereibetreiber Emile Crété aufgekauft, der auch den Bestand von Neurdein aufgekauft hatte. Dieser fusionierte die beiden Bestände zum Unternehmen Lévy & Neurdein réunis, das 1932 zur Compagnie des Arts Photomécaniques (CAP) wurde.

## Compagnie des Arts Photomécaniques

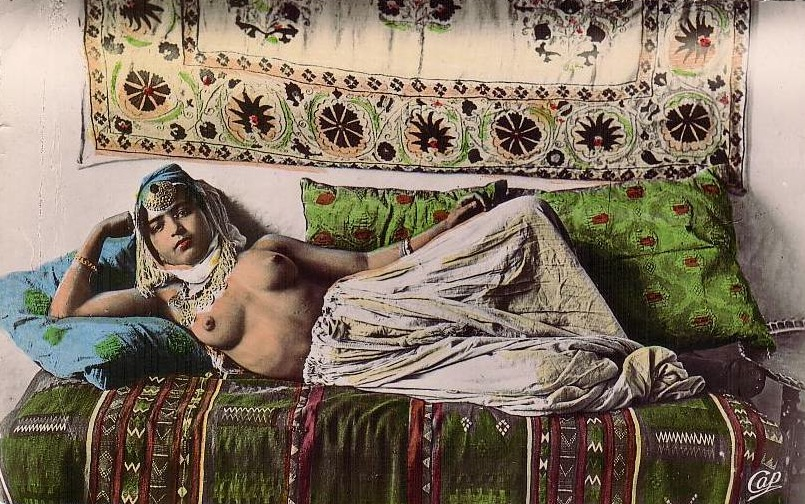
Kolorierte Ansichtskarte Nr. 6300 „La Siesta“; halbnackte Frau und Logo der CAP

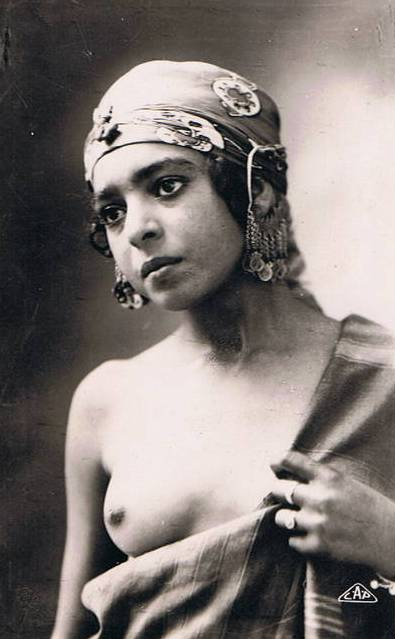
CAP Nr. 1241: „Die schöne Zineb“

Als wichtigste ikonographische Quelle für den Maghreb gelten die Bestände von Lévy und Neurdin beziehungsweise der Compagnie des Arts Photomécaniques (CAP) heute als Archetypus der seinerzeit von Paris ausgehenden erotischen Wunschvorstellung des Kolonialisten: Orientalische Frauen wurden hauptsächlich in einer entwürdigenden Ästhetik dargestellt. Bei genauen Studium dieser Bilder offenbart sich jedoch auch die Absicht, die Betrachter zur „Zurückhaltung“ anzuregen.
Um 1970 wurden die Bestände von Lévy und Neurdin an die Foto-Agentur Roger-Viollet (siehe Weblinks) verkauft, die bis heute (Stand: 12/2013) Bildwerke für Nostalgiker wie auch für Historiker zur Illustration ihrer Abhandlungen vertreibt.

## Sammlungen
- In der Sammlung Marian S. Carson Collection der US-amerikanischen Library of Congress finden sich neun Stereoskopien von der Weltausstellung von 1867, deren Urheberschaft bei Léon & Lévy vermutet wird.[6]